# بخش قشلاق‌دشت
بخش قشلاق دشت یکی از بخش‌های تابعه شهرستان بیله‌سوار در استان استان اردبیل ایران است.

## تقسیمات کشوری
- بخش قشلاق دشت
  - دهستان قشلاق جنوبی
  - دهستان قشلاق شرقی

شهرها: جعفرآباد

## جمعیت
بنابر سرشماری مرکز آمار ایران، جمعیت بخش قشلاق دشت شهرستان بیله سوار در سال ۱۳۹۵ برابر با ۲۵۲۰۱ نفر بوده‌است.